# 寡行和孤行

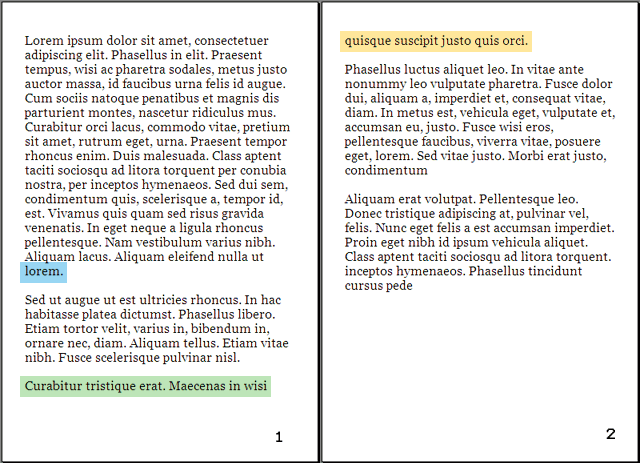
寡行：一段的最後一行在第二頁的開始處
在左頁第一段的最後，lorem也屬於第二種的孤行，最後一行非常的短，因為這一段最後只有一個字，因此在兩段之間會有比較多的空白

在排版中，寡行（widow）及孤行（orphan）是一段落開始或結束的一行在一欄的結束或開始處，不同資料定義的寡行和孤行有些不一致，可能某一資料定義的寡行，在另一資料中反而定義為孤行。《芝加哥格式手册》的定義如下：
寡行
- 一段的最後一行在一頁或一欄的開始處，和該段的其他行分開。

孤行
- 一段的第一行在一頁或一欄的最後。
- 一段的最後一行只有一個字，一個字的一部份，或是最後一行的字母很少，因此和下一段之間看起來會有較多的空白。

## 記憶術
常用的記憶術有以下幾種，適用於《芝加哥格式手册》定義的寡行及第一種定義的孤行，由於寡行及孤行的英文恰和寡婦及孤兒的英文相同，記憶術也會有些相關：
- 「孤行（在段落中）沒有過去，寡行（在段落中）沒有未來。」[3]
- 「孤行是在（段落的）一開始就被孤立了，而寡行是在（段落的）結束時變孤獨了。」

## 調整方式
寫作格式手册（例如《芝加哥格式手册》）會建議文件排版不要有寡行和孤行，即使避免寡行和孤行後，在一頁或一欄的開頭或結尾有額外的空白也沒有關係。不過《芝加哥格式手册》第16版（2011年）建立一種新的調整方式，可以讓一頁的最後一行是某一段的第一行（也就是允許孤行的存在）。英文中避免寡行的方式有以下幾種：
- 讓文字提早分頁，讓這一頁比較短，其中內容移到下一頁。
- 調整行距，也就是兩行文字之間的間距。
- 調整字和字之間的間距，使段落的文字變鬆或變緊，使段落減少一行或增加一行。
- 調整此段中用到的連字號。
- 調整此頁的邊界。
- 微調此頁的比例，不過太多不一致的比例在視覺上效果不佳。
- 重新寫此段的部份文字。
- 減少字符間距。
- 加入一段抬升式引用（英语：pull quote）的內容（雜誌中較常用）。
- 在此段落加入一個插圖，或是調整已有插圖的大小。

要避免孤行比較簡單，可以直接插入一空白行，讓孤行移到下一頁，和該段其他內容在一起，若該段的內容重新調整，插入的空白行可能需要刪除。
若要避免一段最後一行只有一個字的孤行，也可以讓上一行提早換行，讓一個或數個字移到下一行。在網頁排版中，一般會讓要處理的字加上不換行空格，若是可以的話，也可以在層疊樣式表中設定orphans:及widows:
大部份功能完整的文字處理器及排版軟體會有段落設定的選項，可以自動避免寡行和孤行。若啟動此選項時，孤行會自動移到下一頁或下一欄的開始，而寡行之前的一行也會移到下一頁或下一欄的開始，避免下一頁的開始只有單獨的一行。
在一些技術文件中，單一來源的文件會用許多不同的方式排版，在HTML5中也允計用在看同一段文字時，選擇不同的字體大小或解析度，此時會建議用文字處理器的設定來避免寡行和孤行，以免用人工調整後，在一頁的中間出現未預期的空白行，影響閱讀。

## 外部連結
- IBM Lotus Symphony 常见术语表：有提到寡行及孤行